# Esclèries
Escires o Esclèries (en llatí Sciras o Sclerias, en grec antic Σκίρας, Σκληρίας) va ser un poeta de Tàrent, seguidor de Rintó (Rhinthon) en la seva peculiar mena de comèdia o tragèdia burlesca pròpia dels doris de la Magna Grècia i sobretot de Tàrent.
Ateneu de Naucratis menciona una obra seva titulada Μελέαγρος ('Melèagre', un heroi fill d'Eneu), i també el citen altres autors. El seu nom apareix sota diverses formes, però Esclèries és la més comuna en els textos que es conserven, alguns d'atribució dubtosa. Fabricius l'inclou a la Bibliotheca Graeca.